# Alarilla
Alarilla település Spanyolországban, Guadalajara tartományban. Alarilla Espinosa de Henares, Humanes, Mohernando, Montarrón, Taragudo és Torre del Burgo községekkel határos. Lakosainak száma 137 fő (2024).

## Népesség
A település lakosságának változását az alábbi diagram mutatja:
| Lakosok száma | 121  | 122  | 126  | 136  | 138  | 99   | 115  | 163  | 127  | 137  |
|               | 2001 | 2004 | 2006 | 2009 | 2011 | 2014 | 2016 | 2019 | 2021 | 2024 |